# 幸運之星 (瑪丹娜歌曲)
《幸運之星》（英語：Lucky Star）是美國女歌手瑪丹娜在1983年9月發行的歌曲，是她首張同名錄音室專輯《瑪丹娜》中推出的第四首單曲，它在告示牌單曲榜最高成績為第4名，成為瑪丹娜首支TOP 5單曲。

## 資料

### 歌曲簡介
〈幸運之星〉一曲出自瑪丹娜之手，和前三首推出的單曲一樣，都是節奏輕快的流行舞曲風格，瑪丹娜原先未將這首歌曲列入發行單曲的名單內，但在華納兄弟唱片公司高層Jeff Ayeroff的建議下，〈幸運之星〉才成為《瑪丹娜》第四首單曲。在2001年由英國導演蓋·瑞奇（英語：Guy Ritchie）執導的電影《偷拐搶騙》（英語：Snatch）當中，就曾收錄〈幸運之星〉成為該片的電影插曲。
〈幸運之星〉和〈假期〉這兩部的音樂影片中，瑪丹娜的親弟弟克里斯多夫擔任舞者之一，這是瑪丹娜的家人首次在她的MV中亮相。

### 商業成績
〈幸運之星〉雖然是第四首推出的單曲，但是它和上一首單曲〈假期〉發行日期只相差一天，〈假期〉是1983年9月7日發行單曲，〈幸運之星〉則是在9月8日。1983年9月24日，〈假期 / 幸運之星〉雙單曲首先登上告示牌舞曲榜的榜首，同時並蟬連了五週第一，成為瑪丹娜在該榜獲得的首次冠軍。〈幸運之星〉的音樂影片在MTV音樂台強力放送下，最終於1984年10月20日獲得了告示牌單曲榜第4名的成績，成為瑪丹娜第一支TOP 5單曲，在1984年告示牌年終百大單曲名列第66名。〈幸運之星〉也為瑪丹娜在單曲榜締造連續17首TOP 10的空前紀錄拉開序幕。
〈幸運之星〉1984年在英國單曲榜僅獲得第14名，這首單曲於1986年6月二度在英國推出單曲，這次僅獲得第83名。

### 單曲收錄
〈幸運之星〉最早收錄於瑪丹娜1983年首張同名專輯《瑪丹娜》當中，而後亦收錄於1990年《瑪丹娜精選輯》（英語：The Immaculate Collection）以及2009年《娜經典》（英語：Celebration）精選輯中。

## 外部連結
1. ↑  .   [2015-01-17]. （原始内容存档于2015-03-11）.
2. ↑  .   [2015-01-17]. （原始内容存档于2015-05-12）.
3. ↑  .   [2015-01-17]. （原始内容存档于2015-01-19）.